# Burghalde (Kempten)

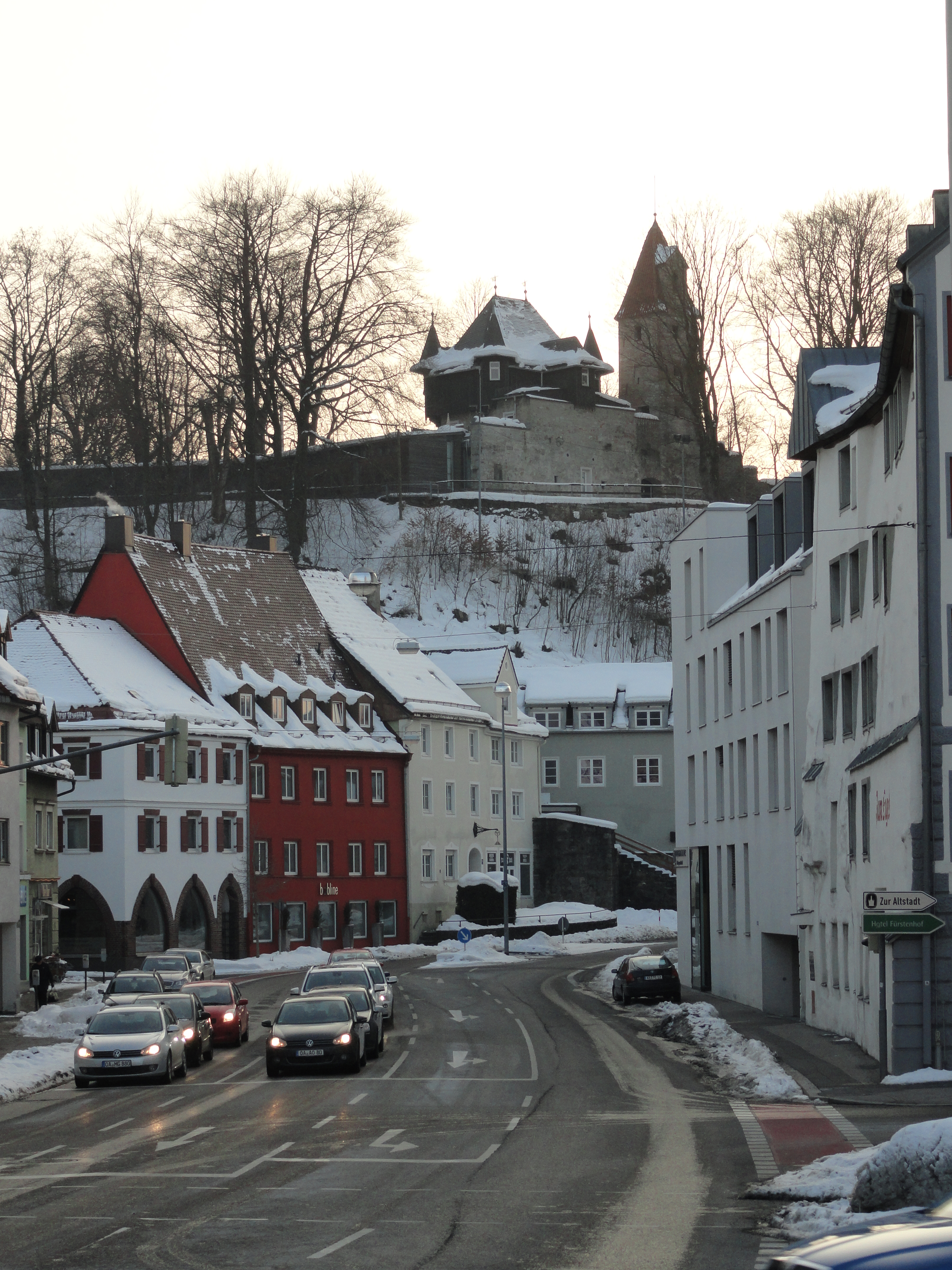
Der Nordteil der Burghalde über der Altstadt

Plan

Die Burghalde ist eine im Stadtzentrum von Kempten (Allgäu) gelegene Erhebung, auf der sich die Ruinenreste der gleichnamigen Veste befinden.
Die Burghalde war bereits in der Spätantike besiedelt. Im Mittelalter stand auf dem trapezförmigen freistehenden Hügel die Burg des Kemptener Stadtherrn, des Fürstabtes bzw. seines Vogtes. 1379 kam der Burghügel durch Kauf an die Reichsstadt Kempten, die ihn erst 1488 in die Stadtbefestigung einbezog. Die frühneuzeitliche Befestigungsanlage wurde 1705 geschleift. Erst seit Mitte des 19. Jahrhunderts, als sich der Burghaldeverein der Ruine annahm, wurde der Hügel zu Kemptens erstem Bürgerpark und zu einem Veranstaltungsort ausgebaut. 1870 entstand in Stein das sogenannte Wärterhaus, das 1889 um ein neugotisch mit Ecktürmchen gestaltetes Holzgeschoss aufgestockt wurde. 1950 wurde die Freilichtbühne gebaut.
Heute ist das Gelände mit dem teilweise historischen Gemäuer in der Altstadt ein beliebtes Naherholungsgebiet. Von der Burghalde aus bieten sich nach Süden Blicke in die Alpenkette, nach Westen zur Fürstäbtlichen Residenz und zur Basilika St. Lorenz, nach Norden über die Altstadt und nach Osten zum Lindenberg mit dem gallo-römischen Tempelbezirk und den Resten der römischen Landstadt Cambodunum.

## Geologie

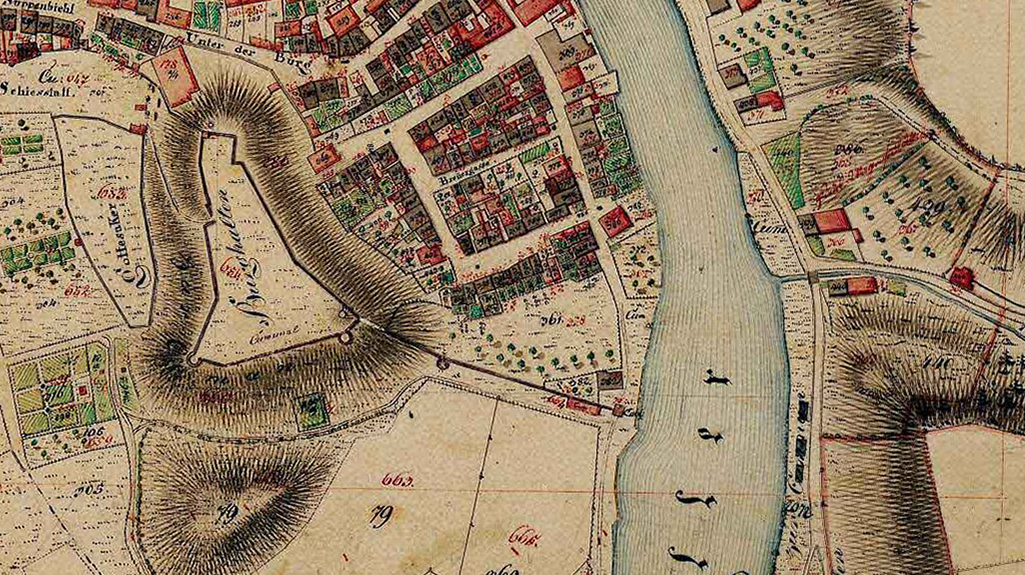
Die Burghalde (linke Bildhälfte) eingezeichnet im Kataster von 1823.

Der 690 Meter über Normalnull hohe, trapezförmige Hügel befindet sich heute westlich der Iller. Der Verlauf des Flusses wurde in der zweiten Hälfte des 13. Jahrhunderts grundlegend verändert. Bis zum Bau der mittelalterlichen Stadtmauer floss die Iller durch das Freudental und den Bereich der heutigen Kronenstraße westlich des Hügels. Das Gelände unterhalb der Burghalde wurde schrittweise aufgeschüttet, um hochwasserfreie Zonen zu gewinnen. Bis in die Gegenwart ist der frühere Flussverlauf an der Vertiefung des Freudentales zu erkennen. Lange Zeit ging man davon aus, dass die Burghalde eine von der Iller umflossene Insel war. Neuere Forschungen haben gezeigt, dass es zwischen Römerzeit und Mittelalter nur einen Flusslauf gegeben hat.
Die Erhebung setzt sich aus Ablagerungen der Oberen Meeresmolasse zusammen, die in der Talaue von jüngeren Flussablagerungen umgeben sind. Wenige hundert Meter flussaufwärts stehen Gesteine der Unteren Süßwassermolasse an, die auch die Georgsinsel bilden. Getrennt werden diese Festgesteine durch Ablagerungen der Endmoränen und Rückzugsstadien der Würmeiszeit am Standort der König-Ludwig-Brücke. Gegenüber an der östlichen Flussseite ist Niederterrassenschotter vorzufinden. Ein Zeugnis davon ist der Engelhaldepark, der vor seiner Rekultivierung eine Kiesgrube war. Von Westen nach Osten verläuft mitten durch die Burghalde eine geologische Verwerfung.

## Etymologie
Aufgrund ihrer Lage wurde die Burghalde über Jahrhunderte als Hilarmont, Hillemont oder Hillberg, Hilleberg, Ilerberg bezeichnet. Hierbei steht aus dem Lateinischen „hilaris mons“ eingedeutscht der erste Wortteil (Hilar, Hille, Hill, Iler) für den Fluss Iller, der weitere Teil (mons bzw. mont) für Hügel oder Berg. Die verschiedenen Bezeichnungen bedeuten somit Berg an der Iller. In alten Stichen wird die Burghalde als Ilermont Burghalden, Burchhald oder als Burghald bezeichnet.
Cambidanum ist der spätantike Name der Kastellsiedlung auf und an dem Burghaldehügel. Der Name entstammt der Notitia Dignitatum und wird aufgrund von starken Siedlungsbefunden im Bereich der Burghalde mit dieser als Siedlungsschwerpunkt der Spätantike in Verbindung gebracht.
Heute wird das Areal, also die Burgreste und die Erhebung, ohne Unterscheidung als Burghalde bezeichnet.

## Geschichte

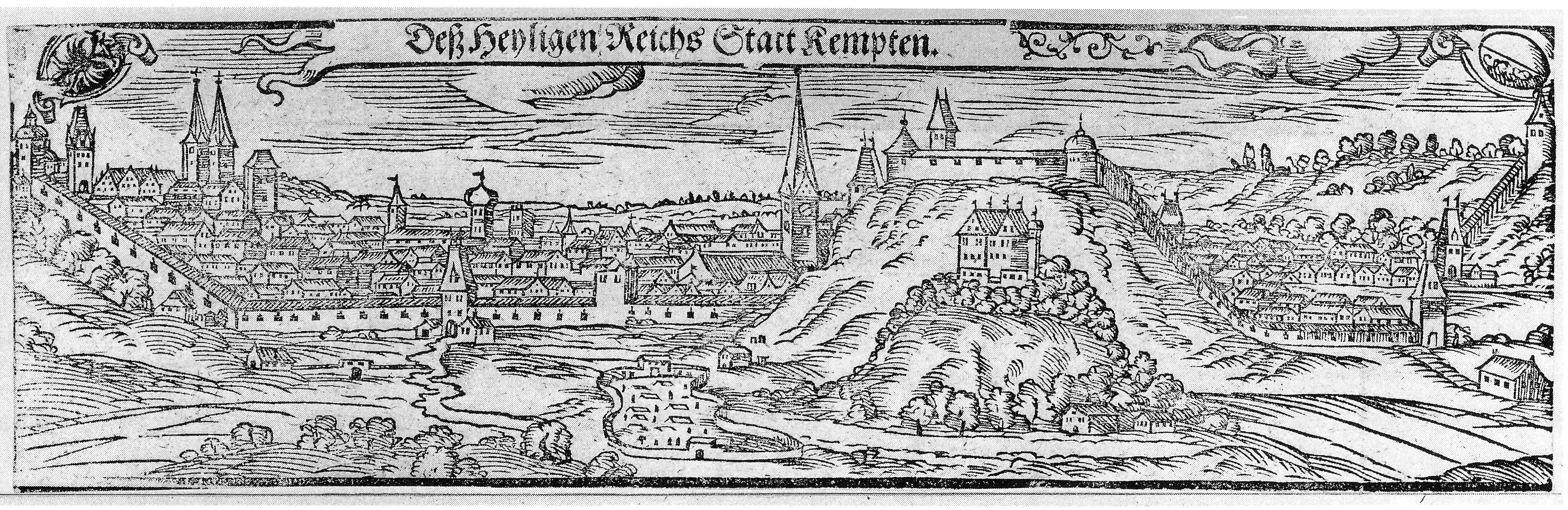
Die Burghalde in der rechten Bildhälfte hinter der kleineren Lützelburg, anonymer Holzschnitt von 1567, von Süden aus gesehen

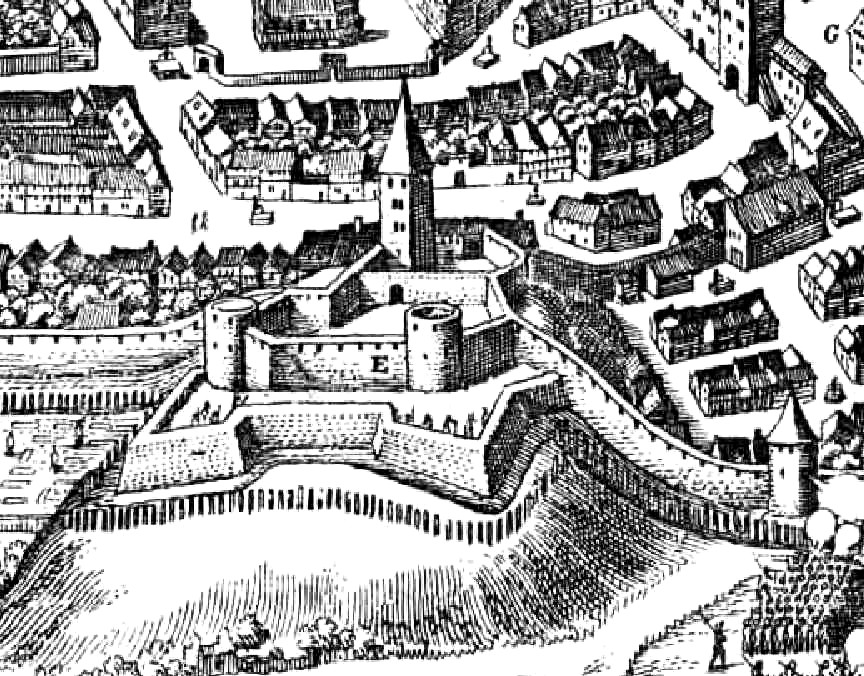
Die Burghalde auf einem Stich von Matthäus Merian (1673)

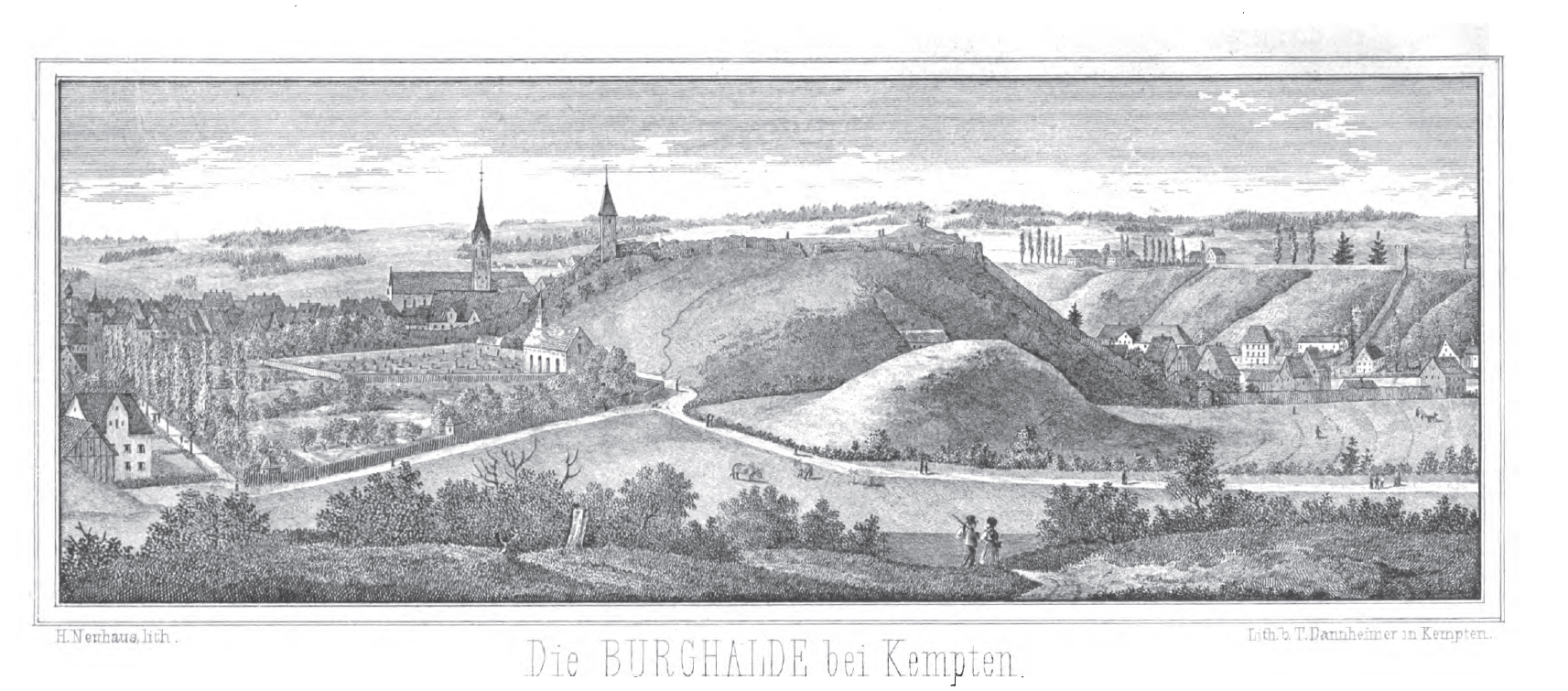
Die Burghalde um 1850, von Süden aus gesehen

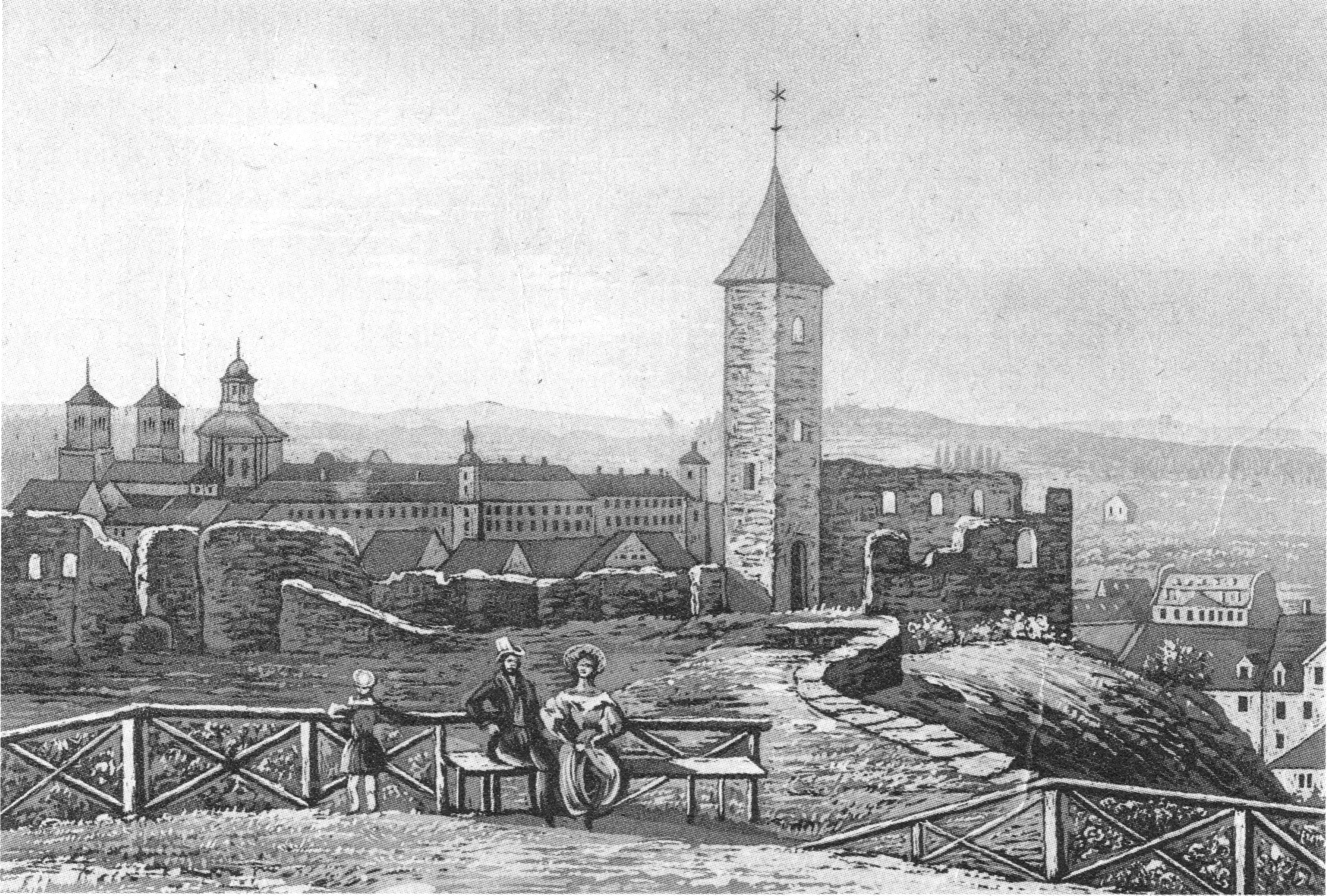
Die Burghalde als Ruine zu Beginn des 19. Jahrhunderts: Entwicklung zu einem romantischen Bürgerpark

### Spätantike
Erste vereinzelte Hinweise auf eine Nutzung des Hügels gibt es für die römische Kaiserzeit. In der Spätantike war der Hügel vermutlich Standort eines Kastells zu der unterhalb im Westen und Norden anschließenden Kastellsiedlung Cambidanum. Die bisherige Landstadt Cambodunum besaß keine militärische Befestigung und geriet ab 233 n. Chr. durch die Alemanneneinfälle in Gefahr. Die Römer verlegten deshalb ab der Mitte des 3. Jahrhunderts die Siedlung unter dem neuen Namen Cambidanum vom Lindenberg (Cambodunum) auf die leichter zu bewachende, 25 Meter aufragende Burghaldekuppe. Gleichzeitig konnte der wichtige Illerübergang am Fuße des Berges besser kontrolliert werden.
Mit der Verlegung (Limesfall) des Limes wurde Cambidanum zu einer Grenzstadt. Das Kastell war mit einem Teil der dritten italischen Legion besetzt.
Im Areal der Burghalde entwickelte sich eine Siedlung mit massiver Stadtmauer. Die aufgegebene Siedlung Cambodunum diente seither als Baustofflieferant und Steinbruch für die neue Stadt. Mit circa 0,75 Hektar zählt Cambidanum zu den größeren Kastellen von Rätien. Wie in Cambodunum lebten auch in der neuen Siedlung Menschen germanischer Herkunft; Hinweise darauf liefern zwei Armbrustfibeln elbgermanischen Ursprunges.
Wohl im frühen 5. Jahrhundert wurde das Kastell aufgegeben.

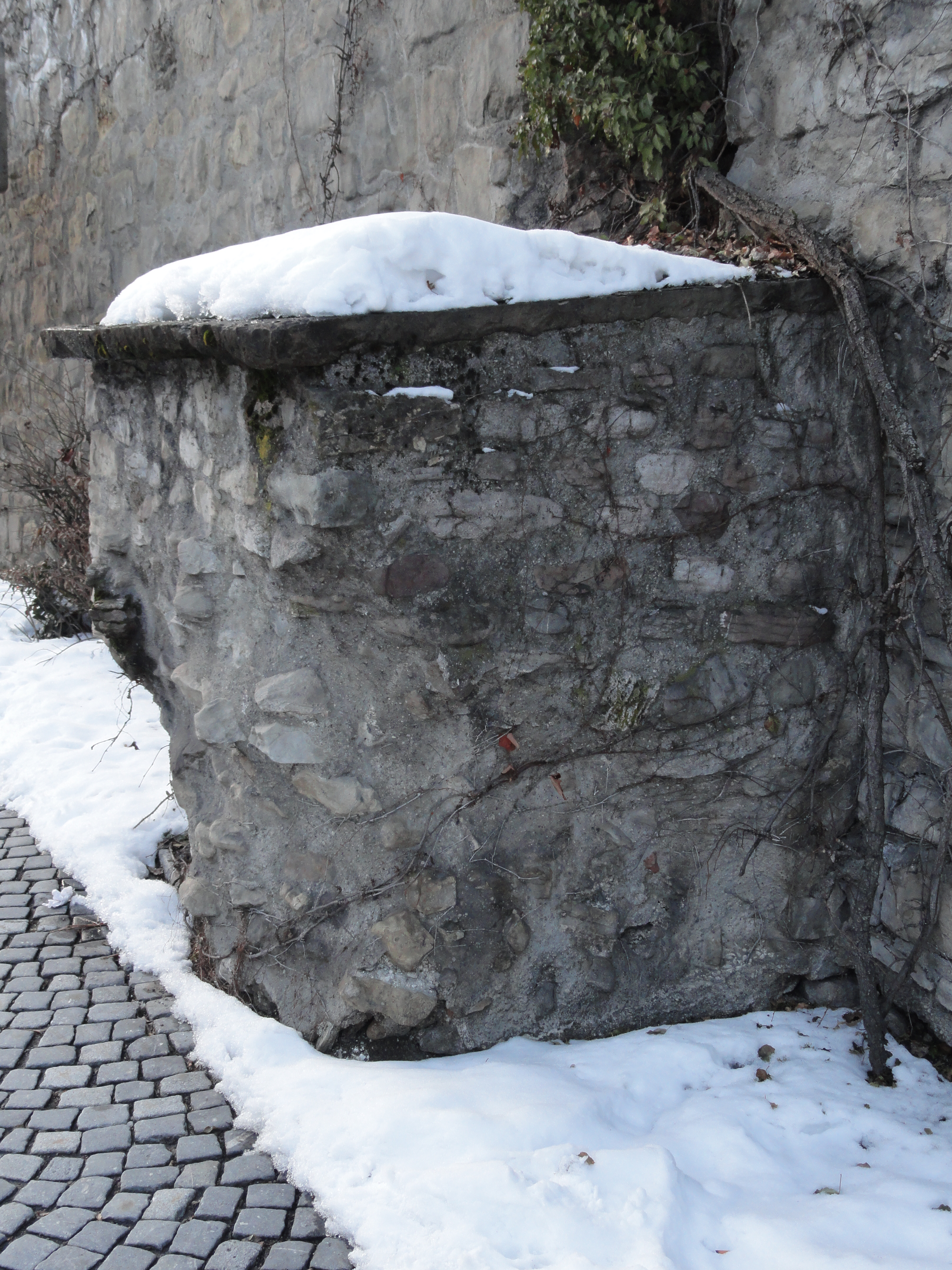
Fragment der spätrömischen Stadtmauer an der Burgstraße

An der Burgstraße befindet sich noch ein kleines Stück der spätrömischen Stadtmauer, das im rechten Winkel von der mittelalterlichen Stadtmauer überbaut wurde. Diese Mauer verlief bzw. verläuft durch den Evangelischen Friedhof, der ab 1535 auf einer Hangstufe westlich der Burghalde angelegt wurde. Ein kleines spätrömisches Gräberfeld konnte im Bereich des heutigen Rathauses lokalisiert werden; es gehörte zur Zivilsiedlung Cambidanum. Nördlich wurden 1941 bei von Ludwig Ohlenroth durchgeführten Grabungen Teile eines spätrömischen Gebäudes entdeckt. Eine genaue Deutung der ursprünglichen Funktion des Gebäudes erweist sich als schwierig; aufgrund seiner Größe und Ausstattung, z. B. der zwei Apsiden, könnte es die Aula des Statthalterpalastes gewesen sein. Die Deutung als frühchristliche Kirche, die sich in der älteren Literatur findet, ist nicht haltbar.

### Hoch- und Spätmittelalter
Während des Hochmittelalters stand auf dem Hügel die Burg des Stadtherrn, des Fürstabtes von Kempten. Vermutlich in der ersten Hälfte des 13. Jahrhunderts entstand ein mächtiger Wohnturm mit Buckelquadern, dessen Westwand über eine Länge von etwa 15 Metern im Pavillon von 1909 noch erhalten ist. Die Burg des Fürstabts befand sich auf der Westseite und war vom restlichen Areal durch eine Quermauer abgetrennt.
Die provokante Lage der Stiftsburg über der Reichsstadt sorgte unter den Bürgern für einigen Unmut, der sich 1363 entlud. Die Bürgerschaft missbrauchte die traditionelle Einladung zum alljährlichen Martinsessen auf der Burg, nahm die Burg mit Waffengewalt ein und zwang den Fürstabt und seinen Vogt zur Flucht. Den nachfolgenden Rechtsstreit über 15 Jahre vor dem kaiserlichen Gericht gewann der Fürstabt. Die Reichsstadt wurde zum Wiederaufbau der zerstörten Burg und zu einer Strafzahlung verurteilt. Der Fürstabt Heinrich von Mittelberg verzichtete allerdings auf die Erfüllung des Urteils und verkaufte die Burg, den Hügel und die zugehörigen Steinbrüche an die Reichsstadt „um des lieben Friedens willen“. Die Stadt nutzte das Areal fortan als Viehweide und baute weiter Steine ab. Erst 1488 wurde der Hügel in die Stadtbefestigung einbezogen und mit einer Mauer mit Wehrgang und Türmen umfasst. Der heute am Nordwesteck vorhandene Turm mit Spitzhaube stammt aus dieser Bauphase. Ein Jahr davor ist die Weihung einer Wolfgangskapelle auf der Burghalde überliefert; sie soll 1518 in die St.-Mang-Kirche verlegt worden sein. In den Jahren 1496 und 1525 wurde die Ringmauer erhöht.
Im Dreißigjährigen Krieg wurde die Befestigung abwechselnd von kaiserlichen und schwedischen Truppen besetzt. Im Januar 1633 flüchteten Teile der Bevölkerung in die Burghalde vor den erbarmungslos plündernden und mordenden bayerischen Truppen unter Joachim Christian von der Wahl, die die Stadt im Sturm erobert hatten. Im Anschluss mussten sich die geflüchteten Bürger durch hohe Lösegelder freikaufen. 1703 baute das französische Militär den Berg im Zuge des Spanischen Erbfolgekrieges zu einer Festung aus. Die Festung wurde 1705 auf Befehl von Prinz Eugen durch kaiserliche Truppen geschleift.
Mit der Mediatisierung der Reichsstadt versuchte der bayerische Staat die Ruine zu versteigern. Die Stadt wollte verhindern, dass das weite Grundstück in private Hände gelangt. Der Munizipalrat entschied daher, sie für jeden Preis zu ersteigern. Am 22. September 1814 kaufte ein Munizipalrat im Namen der Stadt die gefährdete Ruine für 200 fl. vom Staat.

### Gegenwart
Nach langer Zeit des Brachliegens entwickelte der Burghaldeverein, der 1865/68 gegründet wurde, das Ruinengelände zu einem Bürgerpark und Naherholungsgebiet. Der Verein, in dem sämtliche wichtige Familien der Stadt engagiert waren, legte Wege an, pflanzte hunderte Bäume und errichtete Gebäude. Die Baumsorten wurden sorgfältig ausgewählt, zum Teil nach Laubfarbe und Kronenform. Bald fanden Feste und Aufführungen auf der Burghalde statt. 1870 wurde für 5718,70 Mark an der mittelalterlichen Ringmauer im Norden des Hügels in Stein das sogenannte Wärterhaus errichtet. Es war in neugotischem Stil als künstliche Ruine mit innenliegendem Flachdach gestaltet und sollte als Wohnung für einen Burghaldewärter dienen. Er sollte verhindern, dass die Jugend der Stadt sich abends ohne Aufsicht auf dem Gelände traf und beispielsweise Steine den Hang hinunterrollen ließ. Weil sich das Flachdach nicht bewährt hatte, wurde das Gebäude 1889 um ein Geschoss aus Holz und den markanten Dachaufsatz mit den vier Eckturmerkern aufgestockt. Die Kosten hierfür betrugen 5847,34 Mark. Im Wärterhaus wurde eine Gastronomie für die Vereinsmitglieder eingerichtet. 1894 wurde von der Stadt am Westaufgang ein Brunnen aufgestellt. 1908 wurde auf der Burghalde eine Elektrizitätsversorgung eingerichtet, ein Jahr später wurde als weiterer überdachter Gastraum der Pavillon an der Westseite errichtet. Zum fünfzigsten Jubiläum hatte der Burghaldeverein 650 Mitglieder. Bekannte Mitglieder waren unter anderem die Architekten Otto und Leonhard Heydecker, Adolf Leichtle, Maximilian Vicari oder der Schmiedemeister Johann Abt (1869–1933), auf dessen Arbeit der DTM-Rennstall Abt Sportsline basiert. Dieser Verein finanzierte 1926 auch den Stadtgärtnerbrunnen am Westaufgang zur Burghalde, dessen Gestaltung aus der Hand der in Kempten sehr aktiven Architekten Heydecker stammt.
Die Nationalsozialisten planten den Bau einer NS-Ordensburg auf dem Hügel, womit der Abbruch sämtlicher Gebäude und historischer Mauern verbunden gewesen wäre. Der fortschreitende Weltkrieg half die 1942 aufgeworfenen Pläne abzuwenden. 1950 wurde auf der Burghalde eine Freilichtbühne geschaffen. Entworfen wurde sie von Sepp Zwerch (1907–1985). Bei den Arbeiten wurde das spätmittelalterliche Burgtor erweitert. Die massiven Erdbewegungen förderten mittelalterliches und spätrömisches Mauerwerk zutage.

## Beschreibung

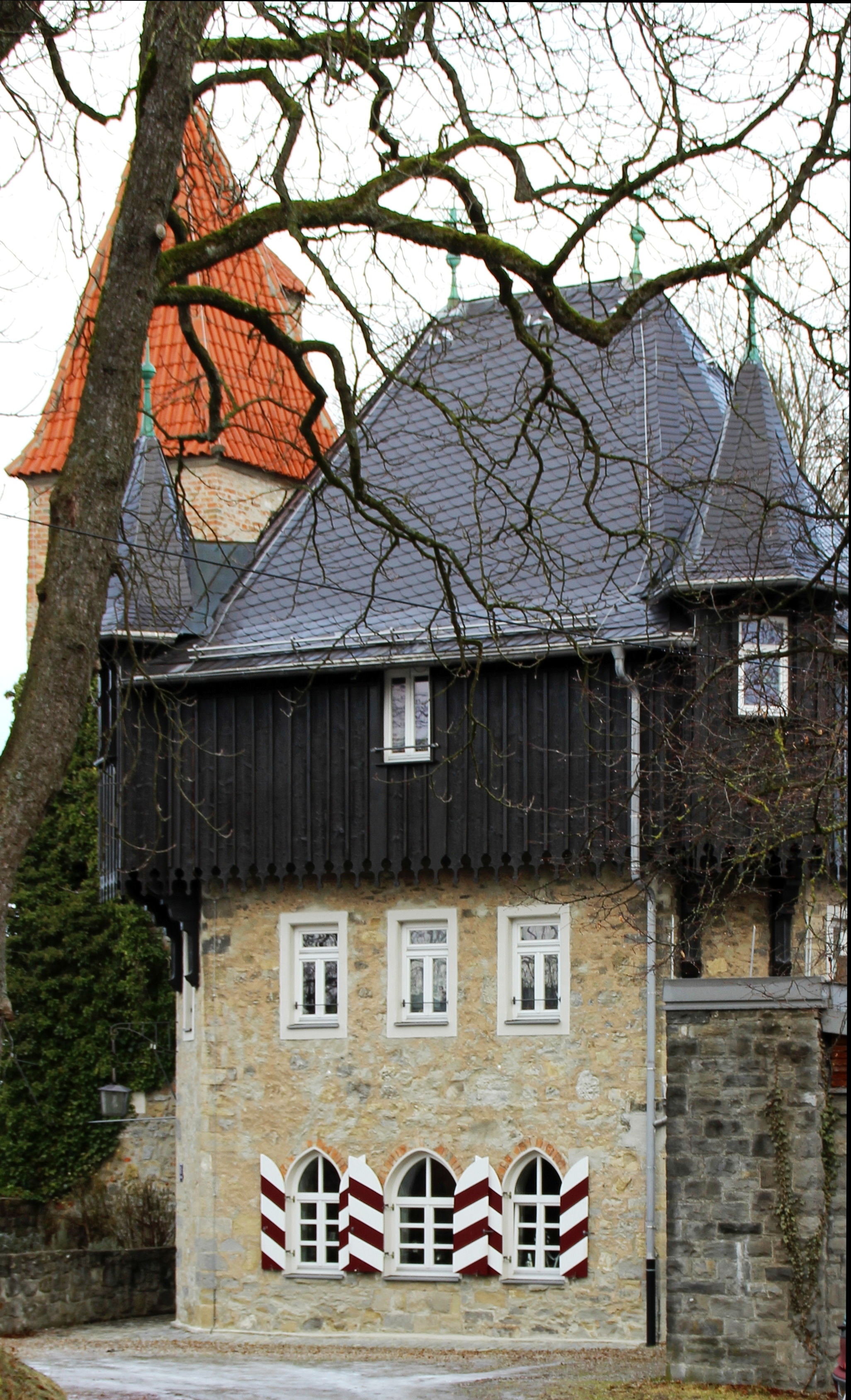
Innenhof nach Norden mit Wärterhaus (erbaut 1870/89, heute: Allgäuer Burgenmuseum) und Stadtmauerturm von 1488

Das gesamte Areal steht unter Denkmalschutz. Um die Hügelkuppe läuft in ungefährer Trapezkontur eine Ringmauer, von der die oberen Lagen modern sind. Am Nordwesteck ragt ein quadratischer Stadtmauerturm von 1488 auf. Das daneben stehende Wärterhaus trägt einen hölzernen Dachaufbau. Der zweigeschossige und teilweise verbretterte Walmdachbau hat vier Ecktürmchen.
Der Südteil der Hügelfläche wird von der Freilichtbühne beherrscht, in deren hinterem Bühnenbereich sich ein vermutlich im 16. Jahrhundert gegrabener Brunnen oder Zisternenschacht befindet. Er ist etwa 30 Meter tief und wurde 1931 wiederhergestellt. Dahinter haben sich die Stümpfe zweier runder Kanonentürme in Mauerhöhe erhalten, die wohl dem Ausbau von 1525 zuzuordnen sind.
Traversenmauern verbanden die Ringmauer der Burghalde mit der mittelalterlichen Stadtmauer der Reichsstadt. Diese Schenkelmauern stehen noch, während die Stadtmauer selbst nur in Resten erhalten ist. Die südöstliche Schenkelmauer schließt mit dem niedrigen, runden Pulverturm ab, der ein flaches Kegeldach trägt und vermutlich aus dem 15. Jahrhundert stammt.

## Burgenmuseum
Seit 2004 befindet sich in dem 2001 renovierten Wärterhaus das Allgäuer Burgenmuseum, das 1985 gegründet wurde und zunächst in einem Haus in der Westendstraße untergebracht war. Es wird vom Allgäuer Burgenverein e. V. betrieben. Die Dauerausstellung dokumentiert die Entwicklungsgeschichte  Allgäuer Burgen vom 12./13. Jahrhundert bis in die Gegenwart. Unter dem Themenschwerpunkt „Wohnen und Haushalt auf Allgäuer Burgen“ wird gezeigt, dass Burgen weit mehr waren als nur militärische Anlagen, sondern zugleich auch Verwaltungssitz, Gutshof und Wohnung für die Adelsfamilie und ihr Gesinde.
Neben dem Museum wurde ein Duft- und Heilkräutergarten angelegt. Im Sommer werden dort von der Bahnhof-Apotheke Führungen angeboten.

## Legenden und Forschungsgeschichte

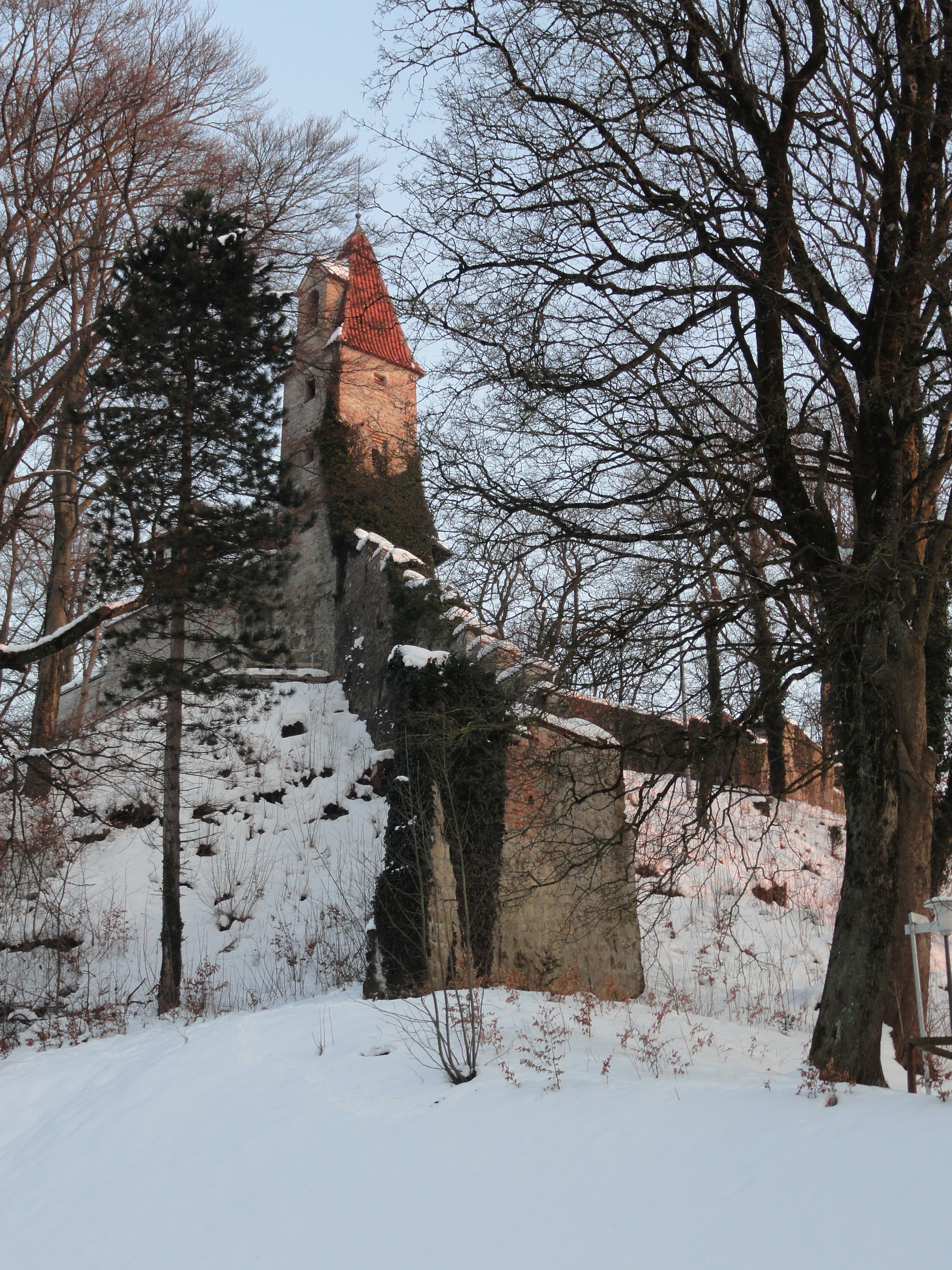
Blick auf die Burghalde aus nordwestlicher Richtung im Winter

Mit der Burghalde stehen zahlreiche Legenden in Verbindung, die vor allem mit den Gönnern des Klosters Kempten, der Königin Hildegard und ihrem Gemahl Karl dem Großen, zu tun haben. Ein geschichtlicher Kern dieser Legenden ist unwahrscheinlich. Hildegard wurde im Fürststift Kempten als Heilige verehrt.
„Der tapfere Ahnherr der Herzoge Alemanniens, Gottfried, hatte über ein halbes Jahrhundert gegen die Oberherrschaft der Franken gekämpft. Selbst unter Pipin von Heristal hatte er noch die Freiheit seines Volkes behauptet. Dieser Gottfried war der Urgroßvater der Imma, der Mutter unserer Hildegardis. Diese Imma war die Erbin der Burg Hilarmont, der jetzigen Burghalde bei Kempten. Ihr Mann war ein edler Franke und königlicher Statthalter in Oberschwaben. Karl der Große nahm die Hildegardis zur Frau und erlangte mit ihr die Herrschaft über die Gegend um Kempten.
 Als Karl der Große hörte, daß das Kloster Kempten fast zerstört sei, sorgte er dafür, dasselbe wieder herzustellen. Seine Gemahlin Hildegardis nahm an diesem Werke eifrigsten Anteil. Schon ihr Vater Hildebrand hatte den heidnischen Tempel auf der Burg Hilarmont in eine christliche Kirche umwandeln und einweihen lassen. Fast dreißig Jahre vorher (745) hatte der heilige Othmar, Abt von St. Gallen, einen seiner Klosterbrüder, namens Bertgoz, mit vier anderen Mönchen nach Kempten gesendet, damit sie das von Theodor und Magnus begonnene Werk fortsetzen sollten. Diese hatten eine Kapelle zu Ehren des heiligen Nikolaus, und um dieselbe hölzerne Hütten zur Wohnung für sich selber erbaut.“
Ebenso als Legende erwies sich, dass sich auf dem Hilarmont ein Kloster befunden haben soll. Trotzdem spiegelt das Kemptener Stadtwappen die Burghalde (Dreiberg) als angeblich frühesten Standort des Klosters (roter Zinnenturm) wider.
Die Existenz einer Keltenburg auf der Burghalde ist archäologisch widerlegt, obwohl die Inschrift auf einem Gedenkstein an einer Aussichtsstelle im Süden der Burghalde dies weiterhin behauptet. Einer weiteren Legende zufolge wurde bei der Erstürmung der Burghalde im Jahr 1363 eine Kanone erbeutet und zur sogenannten Kindsglocke der St.-Mang-Kirche umgegossen.